# Semani
Seman(i) je jedna z hlavních řek v Albánii (kraje Berat, Fier). Vzniká soutokem řek Devoll a Osum a ústí do Jaderského moře zhruba uprostřed vzdálenosti mezi řekami Shkumbi a Vjosë. Je 85 km dlouhá (resp. 266 km včetně zdrojnice Devolli). Povodí má rozlohu asi 5 650 km², což je téměř pětina albánského území.
V antice nesl Seman se zdrojnicí Osum jediný název Apsós (Apsus). Devoll tedy byl tehdy brán jako přítok, přestože je delší než Osum.

## Průběh toku
Seman vzniká západně od města Kučova, sbíraje vody ze značné části jižní Albánie. Meandruje pak zhruba západním směrem v široké, členité a místy bažinaté dolině. Poblíž Fieru přijímá zleva řeku Gjanicu. Ústí do Jaderského moře na jižním okraji národního parku Divjakë-Karavasta.

## Vodní stav
Vysoký vodní stav bývá v zimě a na jaře.

## Využití
Využívá se na zavlažování.